# Désignation du pays organisateur de la Coupe du monde de football
La désignation du pays organisateur de la Coupe du monde de football, selon les éditions, est le fait d’un choix des fédérations membres de la FIFA lors d'un congrès (jusqu'à l'édition 1982 et de nouveau depuis le vote pour l'édition 2026) ou du Comité exécutif de la FIFA (pour les Coupes du monde 1986 à 2022).
Le choix du pays organisateur a souvent été critiqué. La première édition en Uruguay voit seulement la participation de quatre équipes européennes. Les deux éditions suivantes se déroulent en Europe et des voix s'élevent d'Amérique du Sud pour dénoncer un manque d'alternance. Ainsi, l'Argentine, candidate à l'organisation, et l'Uruguay boycottent la Coupe du monde 1938 en France. De 1958 à 1998, soit avant la première Coupe du monde en Asie en 2002, l'alternance entre le continent américain et le continent européen pour accueillir le tournoi est parfaitement respectée.

## Coupe du monde 1930
Pays candidats
- Espagne
- Royaume de Hongrie
- Italie
- Pays-Bas
- Suède
- Uruguay

Les désistements successifs de pays candidats conduit la FIFA à choisir l'Uruguay, unique candidat restant en lice, sans passer par le vote. Les Pays-Bas et la Hongrie sont  les premiers à renoncer avant d'être suivis par la Suède qui se désiste en faveur de la candidature italienne. Par la suite l'Italie et l'Espagne se retirent en faveur du dernier pays restant, l'Uruguay. Le congrès de la FIFA se réunit le 18 mai 1929 pour officialiser la désignation de l'Uruguay comme pays hôte de la première Coupe du monde de football.
Résultat
- Uruguay

## Coupe du monde 1934
Pays candidats
- Italie
- Suède

La Suède se retire avant le vote, permettant à l'Italie d'être désignée pour accueillir la deuxième édition de la Coupe du monde.
Résultat
- Italie

## Coupe du monde 1938
Pays candidats
- Allemagne
- Argentine
- France

Pour la première fois, tous les pays candidats confirment leur candidature jusqu'au vote du congrès de la FIFA. Celui-ci a lieu le 13 août 1936 à Berlin et la France est choisie dès le premier tour de scrutin.
Résultat
1. France, 19 voix
2. Argentine, 4 voix
3. Allemagne, 0 voix

## Coupe du monde 1942 - annulée
Pays candidats
- Allemagne
- Brésil

Pour le tournoi de 1942, le choix du pays hôte devait se faire en 1938 entre Allemagne et Brésil, les deux seuls pays candidats. À la suite de désaccords et dans l'attente de candidatures supplémentaires, la décision est repoussée à 1939. La guerre éclate avant le congrès de 1939 et en pleine Seconde Guerre mondiale l’édition 1942 est annulée.

## Coupes du monde 1950 et 1954
Pays candidats pour les éditions 1949 et 1951
- Brésil

- Suisse

Le congrès de la FIFA, le 26 juillet 1946 à Luxembourg, fixe la tenue des deux prochaines Coupes du monde en 1949 et 1951 et en attribue l'organisation aux deux seuls pays candidats. Par souci d'alternance Europe-Amérique, l'organisation de 1949 est confiée au Brésil et celle de 1951 à la Suisse. En juillet 1948 la FIFA modifie ses plans pour revenir à une organisation quadriennale traditionnelle les années paires (en alternance avec les Jeux olympiques), repoussant ainsi respectivement d'un an et trois ans l'organisation de la Coupe du monde au Brésil (1950) et en Suisse (1954).
Résultat
- 1950 :  Brésil

- 1954 :  Suisse

## Coupe du monde 1958
Pays candidat
- Suède

La candidature de la Suède est lancée très tôt, tout comme sa désignation par le congrès de la FIFA le 23 juin 1950 à Rio de Janeiro, soit huit ans avant la compétition.
Résultat
- Suède

## Coupe du monde 1962
Pays candidats
- Allemagne de l'Ouest
- Argentine
- Chili

Après le retrait de la candidature ouest-allemande, le vote a lieu le 10 juin 1956 à Lisbonne entre les deux pays restants.
Résultat
1. Chili, 32 voix
2. Argentine, 11 voix

## Coupe du monde 1966
Pays candidats
- Allemagne de l'Ouest
- Angleterre
- Espagne

L'Espagne retire sa candidature avant le vote qui a lieu à Rome le 22 août 1960.
Résultat
1. Angleterre, 34 voix
2. Allemagne de l'Ouest, 27 voix

## Coupe du monde 1970
Pays candidats
- Argentine
- Mexique

Le congrès de la FIFA se réunit le 8 octobre 1964 à Tokyo.
Résultat
1. Mexique, 56 voix
2. Argentine, 32 voix

## Coupes du monde 1974, 1978 et 1982
Pays candidats pour l'édition 1974
- Allemagne de l'Ouest
- Espagne

Pays candidats pour l'édition 1978
- Argentine
- Mexique

Pays candidats pour l'édition 1982
- Allemagne de l'Ouest
- Espagne

Les trois pays hôtes des trois compétitions suivantes sont choisis le 6 juillet 1966 à Londres par le congrès de la FIFA. L'Espagne et l'Allemagne de l'Ouest, tous deux candidats pour les Coupes du monde 1974 et 1982, se mettent d'accord pour organiser chacun une compétition. L'Allemagne retire sa candidature de 1982 et l'Espagne sa candidature de 1974. À la suite du retrait du Mexique, qui obtient l'organisation de la Coupe du monde 1970 lors du congrès passé, l'Argentine reste seule en lice pour l'édition de 1978.
Résultats
- 1974 :  Allemagne de l'Ouest
- 1978 :  Argentine
- 1982 :  Espagne

## Coupe du monde 1986
Pays candidat
- Colombie

Résultat
- Colombie

Le vote, maintenant assuré par la Comité Exécutif de la FIFA, a lieu le 9 juin 1974 à Stockholm et ratifie la candidature unique de la Colombie.
Des problèmes financiers, et la décision espagnole d'étendre la compétition à 24 équipes au lieu de 16, contraignent la Colombie à se retirer le 5 novembre 1982, soit quatre ans avant le début de la compétition.
Pays candidats (reprise)
Un nouvel appel est lancé pour l'organisation de la compétition. Trois pays se proposent :
- Canada
- États-Unis
- Mexique

Le 20 mai 1983 à Zurich, la candidature mexicaine est votée à l'unanimité par le Comité Exécutif de la FIFA pour la première fois de l'histoire de la Coupe du monde.
Résultat
- Mexique à l’unanimité

## Coupe du monde 1990
Pays candidats
- Angleterre
- Grèce
- Italie
- Union soviétique

L'Angleterre et la Grèce se retirent avant le vote, ce qui conduit le Comité Exécutif à désigner l'Italie, le 19 mai 1984 à Zurich,
Résultat
1. Italie, 11 voix
2. Union soviétique, 5 voix

## Coupe du monde 1994
Pays candidats
- Brésil
- États-Unis
- Maroc

Malgré la présence de trois candidats, la désignation du pays hôte se déroule en un tour. Pour la troisième fois le vote a lieu à Zurich, le 4 juillet 1988. Les États-Unis gagnent de trois voix sur le Maroc.
Résultat
1. États-Unis, 10 voix
2. Maroc, 7 voix
3. Brésil, 2 voix

## Coupe du monde 1998
Pays candidats
- France
- Maroc
- Suisse

La candidature suisse est écartée par la FIFA car elle ne répond pas à toutes les exigences fixées. La France est désignée le 2 juillet 1992 à Zurich, siège de la FIFA.
Résultat
1. France, 12 voix
2. Maroc, 7 voix

## Coupe du monde 2002
Pays candidats
- Corée du Sud
- Japon
- Corée du Sud et  Japon
- Mexique

Le 31 mai 1996, le jour du vote, une candidature conjointe du Japon et de la Corée du Sud est proposée et votée à main levée par le Comité Exécutif de la FIFA. Il s'agit de la première candidature conjointe de l'histoire de la Coupe du monde.
Résultat
- Corée du Sud et  Japon, choisis à main levé

La Coupe du monde de 2002 est la première organisée hors des continents traditionnels, et donc la première à se dérouler en Asie. La rivalité historique et la distance géographique entre les deux pays accueillant la compétition causent cependant des problèmes d'organisation et de logistique, à la suite de quoi la FIFA annonce qu'elle n'accepterait plus de double candidature à partir de 2004. Quelques années plus tard, la FIFA accepte de nouveau les candidatures conjointes et confie notamment l'organisation de la Coupe du monde 2026 aux trois grands pays d'Amérique du Nord (Canada, États-Unis et Mexique).

## Coupe du monde 2006
Pays candidats
- Afrique du Sud
- Allemagne
- Angleterre
- Brésil
- Maroc

Le 7 juillet 2000, le Comité Exécutif se réunit à Zurich pour désigner le pays hôte en 2006. Le Brésil se retire trois jours avant le vote. Pour la première fois, il faut plus d'un tour pour désigner le pays hôte. Après trois tours, la candidature de l'Allemagne, qui termine à chaque fois première, est préférée à celle de l'Afrique du Sud.
Résultat
- Allemagne

| Pays           | Nb Votes | Nb Votes | Nb Votes |
| Pays           | 1        | 2        | 3        |
| -------------- | -------- | -------- | -------- |
| Allemagne      | 10       | 11       | 12       |
| Afrique du Sud | 6        | 11       | 11       |
| Angleterre     | 5        | 2        |          |
| Maroc          | 2        |          |          |
| Total Votes    | 23       | 24       | 23       |

## Coupe du monde 2010
Pays candidats
- Afrique du Sud
- Égypte
- Libye et  Tunisie
- Maroc

Le principe de la rotation des continents pour l'organisation de la Coupe du monde entre en vigueur pour l'édition 2010. Ainsi, seuls des pays africains sont candidats pour organiser la première Coupe du monde de football en Afrique, premier événement sportif majeur sur le continent, puisque les Jeux olympiques ne s'y sont encore jamais déroulés. Après la confirmation que les candidatures conjointes ne sont plus autorisées par la FIFA, l'association de la Libye et de la Tunisie doivent se retirer. Après son échec pour 2006, l'Afrique du Sud est désignée au premier tour le 15 mai 2004, devant le Maroc.
Résultat
1. Afrique du Sud, 14 voix
2. Maroc, 10 voix
3. Égypte, 0 voix

## Coupe du monde 2014
Pays candidat
- Brésil

L'Amérique du Sud est le continent qui doit accueillir la Coupe du monde 2014 conformément à la décision prise en 2003 par le Comité exécutif de la FIFA.
Le 30 octobre 2007, le Brésil, seul candidat, est désigné. La Colombie, l'Argentine et le Chili manifestent également leur intérêt pour l'organisation, sans pour autant déposer de dossier.
Résultat
- Brésil

## Coupes du monde 2018 et 2022
Pays candidats : onze propositions sont soumises, dont deux conjointes, pour pouvoir organiser la Coupe du monde 2018 ou celle de 2022 :
| Candidatures pour 2018 et 2022                           | Angleterre | \| \| - Candidat pour 2018 et 2022 - Candidat seulement pour 2022 - Candidature annulée - Inéligible pour 2018 - Inéligible pour 2018 et 2022 \| |
| Candidatures pour 2018 et 2022                           | Belgique – Pays-Bas | \| \| - Candidat pour 2018 et 2022 - Candidat seulement pour 2022 - Candidature annulée - Inéligible pour 2018 - Inéligible pour 2018 et 2022 \| |
| Candidatures pour 2018 et 2022                           | Espagne – Portugal | \| \| - Candidat pour 2018 et 2022 - Candidat seulement pour 2022 - Candidature annulée - Inéligible pour 2018 - Inéligible pour 2018 et 2022 \| |
| Candidatures pour 2018 et 2022                           | Russie | \| \| - Candidat pour 2018 et 2022 - Candidat seulement pour 2022 - Candidature annulée - Inéligible pour 2018 - Inéligible pour 2018 et 2022 \| |
| Candidatures seulement pour 2022                         | Australie | \| \| - Candidat pour 2018 et 2022 - Candidat seulement pour 2022 - Candidature annulée - Inéligible pour 2018 - Inéligible pour 2018 et 2022 \| |
| Candidatures seulement pour 2022                         | Corée du Sud | \| \| - Candidat pour 2018 et 2022 - Candidat seulement pour 2022 - Candidature annulée - Inéligible pour 2018 - Inéligible pour 2018 et 2022 \| |
| Candidatures seulement pour 2022                         | États-Unis | \| \| - Candidat pour 2018 et 2022 - Candidat seulement pour 2022 - Candidature annulée - Inéligible pour 2018 - Inéligible pour 2018 et 2022 \| |
| Candidatures seulement pour 2022                         | Japon | \| \| - Candidat pour 2018 et 2022 - Candidat seulement pour 2022 - Candidature annulée - Inéligible pour 2018 - Inéligible pour 2018 et 2022 \| |
| Candidatures seulement pour 2022                         | Qatar | \| \| - Candidat pour 2018 et 2022 - Candidat seulement pour 2022 - Candidature annulée - Inéligible pour 2018 - Inéligible pour 2018 et 2022 \| |
| Candidatures annulées                                    | Indonésie | \| \| - Candidat pour 2018 et 2022 - Candidat seulement pour 2022 - Candidature annulée - Inéligible pour 2018 - Inéligible pour 2018 et 2022 \| |
| Candidatures annulées                                    | Mexique | \| \| - Candidat pour 2018 et 2022 - Candidat seulement pour 2022 - Candidature annulée - Inéligible pour 2018 - Inéligible pour 2018 et 2022 \| |
| Carte des candidatures à la Coupe du monde FIFA de 2018. | - Candidat pour 2018 et 2022 - Candidat seulement pour 2022 - Candidature annulée - Inéligible pour 2018 - Inéligible pour 2018 et 2022 | \| \| - Candidat pour 2018 et 2022 - Candidat seulement pour 2022 - Candidature annulée - Inéligible pour 2018 - Inéligible pour 2018 et 2022 \| |

Les pays du continent africain, qui accueille le tournoi en 2010, ne peuvent pas présenter de candidature pour 2018, tandis que les pays sud-américains ne peuvent déposer de candidature, ni pour 2018, ni pour 2022, en raison de l'organisation déjà attribuée au Brésil pour 2014.
Le Mexique soumet une proposition, mais la retire finalement le 28 septembre 2009. L’Indonésie se désiste aussi. Le 16 octobre 2010, les États-Unis retirent leur candidature pour l'édition de 2018 afin de se consacrer sur leur candidature pour l'édition 2022.
Finalement, quatre candidatures proviennent de l’UEFA (Europe) pour les deux éditions et quatre de l'AFC (Asie) et une de la CONCACAF (Amérique du Nord, Amérique centrale et Caraïbes) pour 2022.
Les seules candidatures restantes pour 2018 étant toutes européennes, les candidatures européennes sont écartées du vote pour 2022.
Le 2 décembre 2010, la Russie est désignée hôte de la Coupe du monde 2018 et le Qatar pour 2022.
Résultats
- 2018 :  Russie

| Pays               | Nb Votes | Nb Votes | Nb Votes |
| Pays               | 1        | 2        |          |
| ------------------ | -------- | -------- | -------- |
| Russie             | 9        | 13       |          |
| Espagne- Portugal  | 7        | 7        |          |
| Belgique- Pays-Bas | 4        | 2        |          |
| Angleterre         | 2        |          |          |
| Total Votes        | 22       | 22       |          |

- 2022 :  Qatar

| Pays         | Nb Votes | Nb Votes | Nb Votes | Nb Votes |
| Pays         | 1        | 2        | 3        | 4        |
| ------------ | -------- | -------- | -------- | -------- |
| Qatar        | 11       | 10       | 11       | 14       |
| États-Unis   | 3        | 5        | 6        | 8        |
| Corée du Sud | 4        | 5        | 5        |          |
| Japon        | 3        | 2        |          |          |
| Australie    | 1        |          |          |          |
| Total Votes  | 22       | 22       | 22       | 22       |

## Coupe du monde 2026

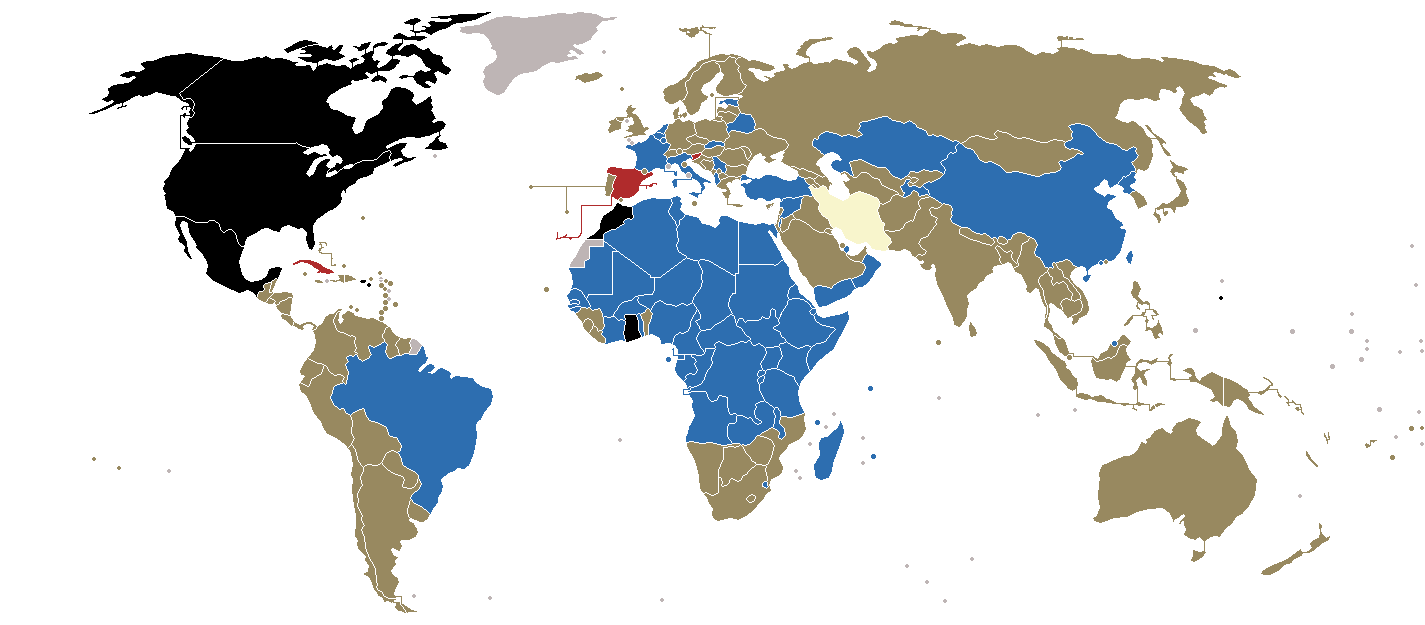
Carte du vote de la FIFA le 13 juin 2018.

Pays candidats
- États-Unis,  Canada et  Mexique
- Maroc

| Fédération                       | Tour 1 |
| -------------------------------- | ------ |
| Canada - États-Unis - Mexique    | 134    |
| Maroc                            | 65     |
| Abstention ou aucune candidature | 4      |
| Total                            | 203    |

## Coupe du monde 2030
Le processus pour la désignation du pays hôte de la Coupe du monde de 2030 est officiellement lancé à la mi-2022 par la FIFA. Celle-ci doit désigner le pays organisateur pendant le 74e congrès de la FIFA en 2023.
Les pays suivants montrent leur intérêt d'organiser la compétition :
- AFC
  -  Arabie saoudite[11]
  -  Chine[12]
  -  Chine -  Corée du Nord -  Corée du Sud[13]
  -  Chine -  Corée du Nord -  Corée du Sud -  Japon[14]
  -  Corée du Nord -  Corée du Sud[15]

- CAF
  -  Cameroun[16]
  -  Égypte[17]
  -  Maroc[18]

- CONMEBOL
  -  Argentine -  Chili -  Paraguay -  Uruguay[19]
  -  Colombie -  Équateur -  Pérou[20]

- UEFA
  -  Espagne -  Portugal -  Ukraine[21],[22]

- AFC / OFC
  -  Australie -  Nouvelle-Zélande[23]

- AFC / UEFA
  -  Arabie saoudite -  Italie[24]
  -  Émirats arabes unis -  Israël[25]

- CAF / UEFA
  -  Espagne -  Maroc -  Portugal[26]

- AFC / CAF / UEFA
  -  Arabie saoudite -  Égypte -  Grèce[27]

Finalement, le 4 octobre 2023, à la suite de nombreux désistements, la FIFA retient la candidature commune  Espagne -  Maroc -  Portugal, tout en attribuant les trois premiers matchs d'inauguration à l'Uruguay, à l'Argentine et au Paraguay, afin de célébrer les 100 ans de la première coupe du monde de football qui a eu lieu en Uruguay en 1930.

## Coupe du monde 2034
Les pays suivants ont montré leur intérêt d'organiser la compétition :
- AFC
  -  Arabie saoudite[29]
  -  Australie -  Indonésie[30]
  -  Indonésie[31]
  -  Indonésie -  Thaïlande[32]

- CAF
  -  Zimbabwe[33] (inéligible)

À la suite de la désignation des pays hôtes de la Coupe du Monde 2030 le 4 octobre 2023, seul un pays asiatique ou océanique peut être désigné hôte de la Coupe du Monde 2034. Ainsi, le 31 octobre 2023, la FIFA annonce l'attribution de l'organisation à l'Arabie saoudite , étant la seule nation en lice pour accueillir cette 25e édition.

## Prochaines désignations

### Coupe du monde 2038
Le pays suivant a montré son intérêt d'organiser la compétition :
- Ghana[35] (inéligible)

Selon l'alternance des continents, seuls l'OFC et la Concacaf pourraient potentiellement accueillir l'évènement.